# Heinrich Hoeniger
Heinrich Hoeniger (* 26. Dezember 1879 in Ratibor, Oberschlesien; † 14. April 1961 in Frankfurt am Main) war ein deutscher Jurist, Rechtswissenschaftler und Sachbuchautor.

## Leben und Beruf
Hoeniger, Sohn des jüdischen Bankiers Rudolf Hoeniger und seiner Frau Bertha, geb. Weissler, wurde 1900 in der evangelischen Kirche getauft, später trat er zum katholischen Glauben über. Er studierte Jura an den Universitäten in Halle, Heidelberg und Freiburg i. Br. Im Jahr 1906 erfolgte bei Gustav Rümelin die Promotion zum Dr. iur. mit Summa cum laude und im Jahr 1909 bei Otto Lenel die Habilitation in Freiburg i. Br. Danach lehrte Hoeniger in Freiburg als Privatdozent für römisches und bürgerliches Recht sowie für die freiwillige Gerichtsbarkeit. Im Jahr 1913 wurde er zum etatmäßigen außerordentlichen Professor für bürgerliches Recht, Handelsrecht und Privatversicherungsrecht ernannt, 1919 erhielt er den Status eines persönlichen Ordinarius; 1923 wurde ihm die Professur für bürgerliches Recht, Handels- und Arbeitsrecht sowie die Direktion des Seminars für Versicherungswissenschaft und Arbeitsrecht übertragen. Einen wesentlichen Schwerpunkt seiner Tätigkeit bildete das Arbeitsrecht, für schwierige Fälle stand er in Freiburg auch als Vorsitzender des Schlichtungsausschusses zur Verfügung.
Heinrich Hoeniger war seit 1932 Ordinarius an der Christian-Albrechts-Universität zu Kiel (Institut für Weltwirtschaft). Am 1. Mai 1934 wurde er unter Berufung auf § 5 des Gesetzes zur Wiederherstellung des Berufsbeamtentums als ordentlicher Professor an die Johann Wolfgang Goethe-Universität Frankfurt am Main versetzt. Hintergrund war, dass damals kurzzeitig die komplette Schließung der Goethe-Universität zur Diskussion stand, und man seitens des Ministeriums für Wissenschaft, Kunst und Volksbildung hoffte, Hoeniger dabei geräuschlos mit entsorgen zu können.
Hoeniger hielt in Frankfurt keine Lehrveranstaltungen und wurde 1935 endgültig entlassen; im Februar 1936 folgte der Entzug der Lehrbefugnis. 1938 emigrierte Hoeniger in die USA, wo er in den Jahren 1939–1941 als Professor an der Fordham University und 1941–1950 am Hunter College in New York wirkte, wo er auch emeritiert wurde.
In den Jahren 1947 und 1949 kam Hoeniger zu Gastvorlesungen in Deutschland, und die Universität Kiel vollzog 1948 seine Emeritierung. 1950 kehrte Hoeniger dauerhaft nach Deutschland zurück lehrte bis 1960 als Gastprofessor  Bürgerliches Recht, Arbeits- und Handelsrecht in Frankfurt am Main. Bis 1953 hielt er auch in Freiburg Gastvorlesungen. 1953 wurde ihm der Titel eines Ehrendoktors der Universität Frankfurt, im Jahr 1959 die Ehrenplakette der Stadt Frankfurt am Main verliehen.
Sein Bruder war der Reichsgerichtsrat Viktor Hoeniger (1870–1953).

## Schriften (Auswahl)
- Riskante Rechtsausübung. Mohr Verlag, Tübingen 1917.
- (als Herausgeber:) Jahrbuch des Arbeitsrechts. 12 Bände, 1922–1932.
- Schiffahrtrechtliche Gesetze. Bensheimer Verlag, Leipzig 1925.
- Gustav Rümelin. In: Albert Krieger (Hrsg.): Badische Biographien. Teil IV (1902–1911). Heidelberg 1927.
- Arbeitsrecht: Die reichsrechtlichen Vorschriften über das Arbeitsverhältnis, Bensheimer Verlag, Leipzig 1928.
- Bürgerliches Gesetzbuch nebst Einführungsgesetz. 1930.
- Grundriß des Arbeitsrechts. In: Stammlers Enzyklopädie. 1931.
- Wechsel- und Scheckrecht. Verlag für Rechtswissenschaften, Berlin 1933.